# Benzenschwil
Benzenschwil foi uma comuna da Suíça, no Cantão Argóvia, com cerca de 547 habitantes. Estendia-se por uma área de 2,46 km², de densidade populacional de 222 hab/km². Confinava com as seguintes comunas: Beinwil, Geltwil, Merenschwand, Mühlau, Muri.
A língua oficial nesta comuna era o Alemão.

## História
Em 1 de janeiro de 2012, passou a formar parte da comuna de Merenschwand.